# آنا سوبري
آنا ماري سوبري (بالإنجليزية: Anna Soubry)‏ (وُلدت في 7 ديسمبر 1956) هي محامية وصحفية وسياسية بريطانية سابقة كانت عضوًا في البرلمان عن بروكستوي من 2010 إلى 2019. انتخبت في الأصل كمحافظة، وتركت الحزب للانضمام إلى حركة غيّر المملكة المتحدة في عام 2019.
شغلت سوبري منصب وكيلة البرلمانية لوزارة الصحة العامة من عام 2012 حتى عام 2013، ووزيرة لموظفي الدفاع والرفاهية وقدامى المحاربين من عام 2013 حتى عام 2015 ووزيرة الأعمال الصغيرة والصناعة والمشاريع بعد الانتخابات العامة لعام 2015، وحضرت أيضًا اجتماعات مجلس الوزراء، لكنها عادت إلى المقاعد البرلمانية في يوليو 2016.
في فبراير 2019، استقالت سوبري من حزب المحافظين وانضمت إلى المجموعة المستقلة. عُينت كقائدة للتغيير في المملكة المتحدة في يونيو 2019. خسرت مقعدها لصالح دارين هنري من حزب المحافظين في الانتخابات العامة لعام 2019.

## النشأة
ولدت سوبري في مستشفى لينكولن، لينكولنشاير، حيث كانت تعمل والدتها فرانسيس سوبري (كنيتها قبل الزواج كوارد). كان والدها ديفيد سوبري، صاحب مرآب نوتنغهامشاير. نشأت في دنهام أون ترينت وكلمبر بارك في نوتنغهامشير. التحقت سوبري بمدرسة هنري هارتلاند من عام 1968 إلى عام 1970، وفي ذلك العام أصبحت مدرسة هارتلاند الشاملة؛ بقيت في المدرسة حتى عام 1975، وفي ذلك العام انضمت إلى حزب المحافظين. كانت منخرطة في السياسة الطلابية في السبعينيات، لتصبح العضو المحافظ الوحيد في اللجنة التنفيذية للاتحاد الوطني للطلاب. تخرجت بشهادة في القانون من جامعة برمنغهام عام 1979.
تركت حزب المحافظين عام 1981، إلى جانب سبعة قادة طلابيين سابقين آخرين، الذين قالوا في مؤتمر صحفي إن الحزب ظل قائمًا على أساس الطبقة وأن الحزب الاشتراكي الديمقراطي أصبح الآن الموطن الطبيعي للشباب الذين يرغبون في رؤية بلد موحد مزدهر. نُقل في ذلك الوقت أن سوبري انضمت إلى الحزب الاشتراكي الديمقراطي، إلى جانب الآخرين في المجموعة، لكنها نفت في عام 2018 أنها فعلت ذلك.

## المسيرة المهنية المبكرة
كانت سوبري صحفية من عام 1981 حتى عام 1995. قدمت تقارير عن العديد من البرامج التلفزيونية الإقليمية، بما في ذلك عطلة نهاية الأسبوع المركزية للتلفزيون المركزي، وبرنامج نورث نايت لصالح تلفزيون غرامبيان في شمال اسكتلندا، والبرنامج الإخباري الإقليمي إيست ميدلاندز لصالح سنترال نيوز إيست. قدمت أيضًا وصنعت تقارير لبرنامج هذا الصباح لصالح تلفزيون غرناطة في أواخر الثمانينيات، وعادت إلى ألبرت دوك في ليفربول في أكتوبر 2013 لحضور حفل الذكرى السنوية الخامسة والعشرين لهذا البرنامج. استدعيت سوبري إلى نقابة المحامين عام 1995، وهي عضو في نقابة المحامين الجنائيين.
كانت مرشحة حزب المحافظين عن دائرة غيدلنغ في نوتنغهامشاير في الانتخابات العامة لعام 2005. قالت خلال الحملة الانتخابية إنها تخجل من العيش في نوتنغهام لأن سمعتها سيئة فيما يتعلق بالجريمة. صرحت بأنها لم تخجل من سكان نوتنغهام، لكنها كانت تخجل مما حدث للمدينة.
اختيرت سوبري كمرشحة للقائمة أ، وفي عام 2006 اختيرت كمرشحة محافظة عن دائرة بروستو القريبة. خلال مناظرة أمام طلاب الصف السادس في عام 2006، قالت إن هناك حاجة إلى نقاش صادق لمنع الأشخاص من تناول أدوية من الدرجة الأولى، وأنها دعمت تشريع القنب.